# فهرست شخصیت‌های دفتر مرگ
مجموعه مانگای دفتر مرگ از شخصیت‌های مختلفی تشکیل شده‌است که توسط تسوگومی اوبا نوشته و تاکه‌شی اوباتا طراحی شده‌است. در مجموعه داستانی دفتر مرگ، تسوگومی اوبا دنیایی ویژه را ایجاد کرده‌است و در آن دفتری به نام دفتر مرگ وجود دارد که با نوشتن اسامی درون آن در صورتی که نحوه مرگ مشخص نشود، فرد بر اثر حمله قلبی از دنیا می‌رود.
این داستان پسری جوان به نام لایت یاگامی را دنبال می‌کند که دفتر مرگ را برای اولین بار پیدا کرده و با آن در فکر پاکسازی دنیا از انسان‌هایی است که برای زندگی در جامعه‌ای آرمانی مناسب نیستند. یک تیم حرفه‌ای برای دستگیری این قاتل مرموز (لایت یاگامی) وارد عمل می‌شوند که در این مدت شخصیت‌های بسیاری وارد داستان می‌شوند. لایت در نهایت گرفتار می‌شود.
نویسنده شخصیت‌های داستان خود را به وضوح کامل نشان داده‌است طوری‌که به گفته خود او «به نظر می‌رسد واقعی هستند، اما نمی‌توانند در دنیای واقعی وجود داشته باشند».
به دلیل این واقعیت است که بیشتر شخصیت‌ها مجرمان یا قربانیان بودند. لایت یاگامی به عنوان شخصیت اصلی و مرگبارترین آنان بود. شخصیت برخی از کاراکترها در بین مانگا، انیمه و فیلم تلویزیونی متفاوت است.

## شخصیت‌های اصلی

### لایت یاگامی
لایت یاگامی (夜神 月 Yagami Raito) خسته و ناراضی از عدالت موجود در ژاپن است. هنگامی که او متوجه دفترچه مرگ می‌شود، در پی ایجاد یک جهان خالی از جنایت قدم می‌گذارد؛ تا به عنوان «خدا» بر آن حکومت کند. نام مستعار او، کیرا (キ ラ)، از کلمه قاتل انگلیسی (Killer) مشتق شده‌است. او به سرعت محبوب شده و توجه پلیس ژاپن و ال را جلب می‌کند.

### ال
، معروف به ال، بزرگ‌ترین کارآگاه جهان است. او وظیفه ردیابی و دستگیر کردن کیرا را بر عهده می‌گیرد. از خصوصیات ال این است که فقط در ملأ عام کفش می‌پوشد. ظاهر ژولیده و بازی کردن مداوم با غذاهایش که معمولاً از شکلات یا میوه تشکیل می‌شود باعث می‌شود که مردم نسبت به موقعیت ال شک کنند. او در تنهایی زندگی می‌کند و تنها رئیس او واتاری می‌تواند مستقیماً با او تماس بگیرد. ال مشکوک می‌شود که لایت همان کیرا است، اما نمی‌تواند بدگمانی خود را تأیید کند، هر چند که حق با اوست.

### ریوک
شینیگامی (فرشته مرگ) صاحب دفترچه لایت

## شخصیت‌های دوم

### میسا آمانه
'میسا آمانه (Misa Amane) یک مدل و حامی کیرا است که سرانجام تبدیل به دومین کیرا شد. او بعد از دستیابی به یک دفتر مرگ به دنبال کیرا رفت تا از کیرا برای کشتن مردی که خانوادهٔ او را کشته بود تشکر کند و پیشنهاد کمک به کیرا را مطرح کند. میسا که طی معامله‌ای به چشمان شینیگامی دست پیدا کرده بود قادر به تشخیص هویت کیرا یعنی لایت یاگامی شد. بعد از دیدار با لایت، او تصمیم گرفت تا زندگی خود را برای کمک کردن به او اختصاص دهد، و از این رو مأموریت یافت تا نام واقعی ال را با چشمانش کشف کند.

### نیئر
نیت ریور (Nate River)، معروف به N، در یتیم خانه وامی بزرگ شد. استاد او بزرگ‌ترین کارآگاه دنیا یعنی ال بود که بعد از او، وی جانشینش شد و موفق ب حل پرونده کیرا شد. بین او و ملو رقابت وجود داشت اما آن دو با کمک هم موفق به حل پرونده کیرا شدند. نیئر به لایت یاگامی مشکوک شد که او کیراست و با نقشه ای بی نظیر، دست لایت را در ۲۸ ژانویه ۲۰۱۳ برای هم رو کرد. نیئر هم مثل ال می‌نشیند و اغلب رفتارهای کودکانه ای از خود به نمایش می‌گذارد و با ربات‌ها و اسباب بازی‌هایش مشغول بازی است. او حل پازل را هم انجام می‌داد.

### ترو میکامی

ترو میکامی از روی شخصیت تارو کاگامی در نسخه آزمایشی دفتر مرگ طراحی شده‌است.

ترو میکامی (魅上 照 Mikami Teru) یک دادستان، طرفدار متعصب کیرا، و همچنین کیرا شماره چهارم است. هنگامی که لایت برای مخفی کردن هویت خود به یک کیرای جدید نیاز پیدا می‌کند، میکامی توسط او (صرفاً بر اساس شهود) به عنوان کیرا جدید انتخاب می‌شود. او از زمان کودکی حس قوی عدالت طلبی داشت، اما دیدگاه او به دلیل دوران تروما و قلدری‌ها تغییر کرد. میکامی تمایل به مجازات کسانی داشت که از نظرش شریر طلقی می‌شدند و کیرا را به عنوان خدا پرستش می‌کرد. میکامی زمانی که در حال نوشتن نام افراد در دفتر مرگ می‌شد کلمهٔ «حذف» (به ژاپنی: 削除 sakujo) را زیر لب با خود تکرار می‌کرد، که تسوگومی اوبا احساس می‌کرد این کار وی باعث جذاب‌تر شدن شخصیتش می‌شود. میکامی در طول داستان جایگزین نقش میسا به عنوان شخصیت کیرا شد.

## پشتیبانی شخصیت‌ها

### تیم تحقیقاتی کیرا

#### سویچیرو یاگامی

سویچیرو یاکامی طراحی شده توسط تاکه‌شی اوباتا که یک کارآگاه جدی به نظر می‌رسد

سویچیرو یاگامی (夜神 総一郎 Yagami Sōichirō) پدر لایت و افسر پلیسی است که تیم تحقیقاتی جستجوی کیرا را رهبری می‌کند که بعدها به اِل می‌پیوندند. هنگامی که اِل مشکوک شد که لایت می‌تواند کیرا باشد، سویچیرو نمی‌خواست باور کند که پسرش قادر به انجام چنین اعمالی است.

#### توتا ماتسودا

توتا ماتسودا اثر تاکه‌شی اوباتا

توتا ماتسودا (松田 桃太 Matsuda Tōta) با نام مستعار تارو ماتسویی، جوانترین عضو تیم تحقیقاتی کیرا است. او دارای انگیزه بالایی برای رقابت با سایر اعضای تیم تحقیقاتی بود، اما فقدان تجربه او برخی مواقع مانع تحقیقات آن‌ها می‌شد. او به عنوان «مرد معمولی و جوان» توصیف شده‌است که به راحتی با افراد همراه می‌شود و در مقابل روند و شایعات بسیار هیجان زده می‌شد؛ او اغلب به گفتگوهای صمیمی میان لایت و میسا گوش فرا می‌داد و بعدها نیز به تاکدا به خاطر شایعاتش در ازای تحقیق گوش می‌داد. در مورد میسا، ماتسودا اغلب بیان داشت که از طرفداران پر و پا قرص اوست، و هنگامی که مرگ ساختگی برایش تدارک دیدند، از این مسئله بسیار ناراحت بود که دیگر نمی‌تواند نقش مدیر را برایش ایفا کند.

### خانهٔ وامی

#### واتاری

واتاری

واتاری (ワタリ)

#### مت
مت (マット Matto)

#### راجر رووی
راجر رووی (ロジャー・ラヴィー Rojā Ruvī)

#### لیندا
لیندا (リンダ, Rinda)

### همکاران ال

#### آیبر
آیبر (アイバー Aibā)

#### اوئِدی
اوئِدی (ウエディ Uedi)

### همکاران کیرا

#### کیومی تاکادا

کیومی تاکادا

کیومی تاکادا (高田 清美 Takada Kiyomi)

#### هیتوشی دمگاوا
هیتوشی دمگاوا (出目川 仁 Demegawa Hitoshi)

### اداره تحقیقات فدرال (FBI)

#### ری پنبر

ری پنبر

ری پنبر (レイ・ペンバー Rei Penbā)

#### نائومی میسورا

نائومی میسورا

نائومی میسورا (南空 ナオミ Misora Naomi)

#### استیو میسون
استیو میسون (スティーブ・メイスン Sutību Meisun)

### شرکت یوتسوبا
گروه یوتسوبا (ヨツバグループ)

#### کیوسوکه هیگوچی
کیوسوکه هیگوچی (火口 卿介 Higuchi Kyōsuke)

### دیگر اعضای شرکت یوتسوبا
- شینگو میدو (三堂 芯吾 Midō Shingo؟)
- ریجی نامیکاوا (奈南川 零司 Namikawa Reiji؟)
- اییچی تاکاهاشی (鷹橋 鋭一 Takahashi Eiichi؟)
- سوگورو شیمورا (紙村 英 Shimura Suguru؟)
- ماساهیکو کیدا (樹多 正彦 Kida Masahiko؟)
- تاکشی اوه (尾々井 剛 Ooi Takeshi؟)
- آرایوشی هاتوری (葉鳥 新義 Hatori Arayoshi؟)

### اس پی کی

#### آنتونی رستر
فرمانده آنتونی رستر (アンソニー・レスター Ansonī Resutā)

#### هیل لیدنر
هیل لیدنر (ハル・リドナー Haru Ridonā)

#### استیفن جوانی
استیفن جوانی (ステファン・ジェバンニ Sutefan Jebannī)

### مافیا

#### راد راس
راد راس (ロッド・ロス Roddo Rosu)

#### جک نیلون
جک نیلون (ジャック・ネイロン Jakku Neiron)

### شینیگامی

#### رِم
رِم (レム Remu) شینیگامی است که دفتر مرگ را در اختیار میسا قرار داده بود. رم نیز همانند ریوک، دارای دو دفتر مرگ است؛ اگرچه او دفتر خود را توسط حیله بدست نیاورده بود. شینیگامی به نام جلیوس، پس از اینکه عاشق میسا شده بود، عمداً فردی را که قصد جان میسا را کرده بود به قتل رساند و از آنجایی که او آگاهانه از دفتر مرگ خود برای گرفتن زندگی انسانی استفاده کرده بود (نقض قانون شینیگامی) به خاکستر تبدیل گشت و تنها دفتر مرگ خود را باقی گذاشت. رم که تحت تأثیر کار او قرار گرفته بود، دفتر مرگ جلیوس را به میسا تحویل داد. ظاهر او به‌طور کلی به شکل اسکلت، همراه با بازوهایی بلند شبیه به طناب نخاعی و پوستی مانند استخوان است. در حالی که همه چیز در دنیای انسان‌ها برای ریوک به منزله سرگرمی می‌ماند، رم تقریباً نقطه مقابل او بود. رم بسیاری از انسان‌ها را با دید تحقیر نگاه می‌کرد و شینیگامی‌ها را به عنوان نژاد برتر و تکامل یافته برمی‌شمرد. حال آنکه ریوک به موفقیت یا شکست لایت حس دوسوگرایی داشت، رم مرتباً به میسا کمک می‌کرد و عشق جلیوس نسبت به او را به ارث برده بود.

#### جلیوس
جلیوس (ジェラス Jerasu) زمانی که رم در یک فلاش‌بک روش از بین بردن یک شینیگامی را توضیح می‌داد حضور پیدا کرد. او شینیگامی کوچک و عروسک شکلی است که با وجود اینکه دارای دو کاسه چشم است اما تنها یک چشم دارد.

#### شیدو
شیدو (シドウ Shidō)

#### آرامونیا جاستین بیاندورمیسن
آرامونیا جاستین بیاندورمیسن (アラモニア＝ジャスティン＝ビヨンドルメーソン Aramonia-Jasutin-Biyondorumēson)

#### میدورا
میدورا (ミードラ Mīdora)

#### شاه شینیگامی
پادشاه مرگ و همچنین شناخته شده به عنوان شاه شینیگامی (死神大王 Shinigami Daiō)

## دیگر شخصیت‌ها

### ساچیکو یاگامی
صداگذاری شده توسط: Ai Satō (ژاپنی); Saffron Henderson (انگلیسی)
ساچیکو یاگامی (夜神 幸子 Yagami Sachiko)

### سایو یاگامی
سایو یاگامی (夜神 粧裕 Yagami Sayu)

### دیوید هوپ
دیوید هوپ (デイビット・ホープ Deibitto Hōpu)

### جورج سیراس
جورج سیراس (ジョージ・サイラス Jōji Sairasu)

### کریوشی کیتامورا
کریوشی کیتامورا (北村 是良 Kitamura Koreyoshi)

### کان ایچی تاکیمورا
کان ایچی تاکیمورا (多貴村 管一 Takimura Kan'ichi)

### یاماموتو
یاماموتو (山本 Yamamoto)

### تارو کاگامی
تارو کاگامی (鏡 太郎 Kagami Tarō)